# Тимчасовий уряд Північної Області
Тимчасовий уряд Північної Області — тимчасовий уряд утворений на півночі Росії після розпаду Російської Імперії, лояльний до білого руху.

## Історія
Після проголошення в жовтні 1918 року, Північна Область визнала авторитет білого руху і вигнала більшовиків з підконтрольної території.
30 травня 1919 року було визнано Всеросійський Тимчасовий Уряд.
Але після кількох років існування Північна Область була ліквідована червоною армією котра 19 лютого почала масивну офензиву проти білих і вже 13 березня червоні відділи дійшли до Мурманська. Перед цим у день початку вторгнення тимчасовий уряд було евакуйовано до Норвегії.

## Контроль територій
На піку своєї влади Північна Область більшу частину Архангельської Губернії і частину інших губерній.